# Piero Bolzon

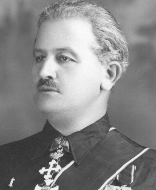
Piero Bolzon

Piero Bolzon (* 24. November 1883 in Genua; † 5. Dezember 1945 in Rom) war ein italienischer Journalist, Mitglied der Futuristen und anschließend faschistischer Politiker.

## Leben
Bolzon wurde im Ersten Weltkrieg schwer verwundet, trat 1918 der futuristischen Partei bei und wurde nach deren Verschmelzung mit der Faschistischen Partei Italiens von dieser übernommen. Er blieb, anders als der Führer der Futuristen, Filippo Tommaso Marinetti, auch nach der Öffnung der Partei nach rechts Mussolini treu. Von 1924 bis 1943 war er Mitglied der Camera dei deputati. Von 1925 bis 1933 war er Vizepräsident der staatlichen Unfallversicherung und vom 6. November 1926 bis 18. Dezember 1928 Unterstaatssekretär im Kolonialministerium. Dem Consiglio di Stato gehörte er von 1929 bis 1944 an. Am 6. Februar 1943 wurde er zum Senator ernannt.